# Греъм Грийн
Хенри Греъм Грийн (на английски: Henry Graham Greene) е английски писател, драматург и критик. Той е автор на голям брой романи, в които разглежда различни етични и политически проблеми в съвременния свят.

## Биография и творчество
Още през студентските си години публикува статии и разкази. През 1926 г. се премества в Лондон и работи за вестник Таймс. През 1927 г. се жени, но впоследствие се развежда. След това се впуска в доста любовни авантюри, като една от тях е с шведската актриса Анита Бьорк.
Грийн е автор на романите „Силата и славата“, „Същността на нещата“, „Краят на любовната история“, „Тихият американец“, „Нашият човек в Хавана“, „Пътешествия с леля ми“ и др.

## Награди
- 1941: Hawthornden Prize за „Силата и славата“
- 1948: James Tait Black Memorial Prize за „Същността на нещата“
- 1968: Shakespeare Prize
- 1976: Grand Master Award
- 1980: Dos Passos Prize
- 1981: Jerusalem Prize

## Произведения

### Самостоятелни романи
- The Man Within (1929)
- The Name of Action (1930)
- Rumour At Nightfall (1931)
- Ориент-експрес, Stamboul Train (1932) – издадена и като „The Orient Express“
- It's a Battlefield (1934)
- The Bear Fell Free (1935)
- Кръвна връзка, England Made Me (1935) – издадена и като „The Shipwrecked“
- Наемен убиец, A Gun for Sale (1936) – издадена и като „This Gun For Hire“
- Кеят на злото, Brighton Rock (1938)
- Тайният агент, The Confidential Agent (1939)
- Същността на нещата, The Heart of the Matter (1940)
- Силата и славата, The Power and the Glory (1940) – издадена и като „The Labytrinthine Ways“
- The Ministry of Fear (1943)
- Третият, The Third Man (1950)
- Краят на любовната история, The End of the Affair (1951)
- Loser Takes All (1955)
- Тихият американец, The Quiet American (1955)
- Нашият човек в Хавана, Our Man in Havana (1958)
- Безнадежден случай, A Burnt-Out Case (1960)
- Комедиантите, The Comedians (1966)
- Пътешествия с леля ми, Travels with My Aunt (1969)
- Почетният консул, The Honorary Consul (1973)
- Човешкият фактор, The Human Factor (1978)
- Доктор Фишер от Женева или бомбената вечеря, Doctor Fischer of Geneva: or The Bomb Party (1980)
- Монсеньор Кихот, Monsignor Quixote (1982)
- Getting to Know the General (1984)
- Десетият, The Tenth Man (1985)
- Капитана и врагът, The Captain and the Enemy (1988)

### Сборници
- Babbling April (1925) – поеми
- Nineteen Stories: Passion, Suspense and Violence (1947)
- A Sense of Reality: A Collection of Short Stories (1950)
- Twenty-One Stories (1954)

1. The End of the Party (1929)
2. The Second Death (1929)
3. Proof Positive (1930)
4. I Spy (1930)
5. A Day Saved (1935)
6. Jubilee (1936)
7. Brother (1936)
8. A Chance For Mr Lever (1936)
9. The Basement Room (1936) – адаптиран от филма „The Fallen Idol“
10. The Innocent (1937)
11. A Drive in the Country (1937)
12. Across the Bridge (1938)
13. A Little Place Off the Edgware Road (1939)
14. The Case for the Defence (1939)
15. Alas, Poor Maling (1940)
16. Men at Work (1940)
17. When Greek Meets Greek (1941) – издаден и като „Her Uncle Versus His Father“
18. The Hint of an Explanation (1948)
19. Порнофилмът, „The Blue Film“ (1954)
20. Special Duties (1954)
21. The Destructors (1954)

- May We Borrow Your Husband?: And Other Comedies of the Sexual Life (1967)
- The Portable Graham Greene (1973)
- Selected Works (1977)
- Favourite Spy Stories (1981) – с Джоузеф Конрад, Алфонс Доде, Лен Дейтън, сър Артър Конан Дойл, Джон льо Каре, Уилям льо Кокс, Волфганг Лоц, Сакс Ромер и Денис Уитли
- Collected Short Stories (1987)
- The Last Word: And Other Stories (1990)
- The End of the Party (1993)
- The Collected Plays (2002)
- Намек за обяснение, Complete Short Stories (2005)

### Пиеси
- The Potting Shed (1957)
- The Return Of A.J. Raffles (1975)

### Новели
- No Man's Land (2004)

### Разкази
- Awful When You Think of It
- Beauty
- Chagrin in Three Parts
- Cheap in August
- The Destructors
- Doctor Crombie
- The End of the Party
- The Invisible Japanese Gentlemen
- May We Borrow Your Husband?
- Mortmain
- The Over-Night Bag
- The Root of All Evil
- A Shocking Accident
- Two Gentle People
- A Little Place Off the Edgware Road (1941)
- All But Empty (1947)

### Документалистика
- Journey Without Maps (1936)
- The Lawless Roads (1939) – издадена и като „Another Mexico“
- British Dramatists (1942)
- Why Do I Write: An Exchange of Views between Elizabeth Bowen, Graham Greene and V.S. Pritchett (1948) – с Елизабет Боуен и В.С. Притчет
- In Search of a Character: Two African Journals (1961)
- Collected Essays (1969)
- A Sort of Life (1971)
- Pleasure Dome: The Collected Film Criticism 1935 – 40 (1972)
- Lord Rochester's Monkey: Being the Life of John Wilmot, Second Earl of Rochester (1974)
- Ways of Escape (1980)
- The Heritage of British Literature (1983) – с Елизабет Боуен, Антъни Бърджис, лорд Дейвид Сесил и Кейт О'Брайън
- The Life of Graham Greene. Volume One: 1904 – 1939 (1989) – с Шери Норман
- Yours Etc.: Letters to the Press, 1945 – 89 (1989)
- Reflections 1923 – 1988 (1990)
- Fragments of Autobiography (1991)
- Articles of Faith: The Collected Tablet Journalism of Graham Greene (2006)

## Книги за Греъм Грийн
- Graham Greene (1963) – от Дейвид Прайс-Джоунс
- Graham Greene (1966) – от Дейвид Лодж
- Graham Greene: The Films of His Fiction (1974) – от Джийн Д. Филипс
- Novels of Graham Greene (1982) – от Дейвид Лодж
- Saints, Sinners and Comedians: The Novels of Graham Greene (1984) – от Роджър Шарок
- Travels in Greeneland: The Cinema of Graham Greene (1984) – от Куентин Фалк
- Graham Greene Country (1986) – от Пол Хогарт
- Reader's Guide to Graham Greene (1988) – от Пол О'Прай
- The Life of Graham Greene: 1939 – 1955 (1994) – от Норман Шери
- Graham Greene: An Intimate Portrait – от His Closest Friend and Confidant (1995) – от Леополдо Дюран
- Graham Greene: Friend and brother (1995) – от Леополдо Дюран
- Graham Greene: The Enemy Within (1995) – от Майкъл Шелдън
- Life of Graham Greene: 1904 – 1939 (1996) – от Норман Шери
- Graham Greene's Thrillers and the 1930s (1996) – от Брайън Даймърт
- Graham Greene's Fictions: The Virtues of Extremity (2000) – от Кейтс Белдридж
- Greene on Capri (2000) – от Шърли Хазард
- The Life of Graham Greene: 1955 – 1991 (2004) – от Норман Шери
- In Search Of A Beginning: My Life With Graham Greene (2004) – от Мари-Франсоаз Ален и Ивон Клоет
- The Third Spring: G.K. Chesterton, Graham Greene, Christopher Dawson and David Jones (2005) – от Адам Шварц
- The Films of Graham Greene (2006) – от Ейдриън Уутън
- Adrian Wootton
- The Human Imperative: A Study of the Novels of Graham Greene (2006) – от Стивън K. Ланд